# Hafsa Yatim
Pour les articles homonymes, voir Yatim.
Hafsa Yatim (en arabe : حفصة يتيم), née le 30 janvier 1998, est une judokate marocaine.

## Carrière
Hafsa Yatim évolue dans la catégorie des moins de 78 kg. Elle remporte la médaille d'argent dans cette catégorie aux championnats d'Afrique de judo 2021 à Dakar.
Elle obtient la médaille de bronze aux Jeux de la solidarité islamique de 2021 à Konya ainsi qu'aux Championnats d'Afrique de judo 2022 à Oran.
Elle est médaillée d'or aux Jeux panarabes de 2023 à Oran.

## Palmarès
| Année | Compétition                     | Lieu            | Résultat | Catégorie        |
| ----- | ------------------------------- | --------------- | -------- | ---------------- |
| 2014  | Championnats d'Afrique cadets   |                 | 2e       | Moins de 70 kg   |
| 2015  | Championnats d'Afrique cadets   | Charm el-Cheikh | 1re      | Moins de 70 kg   |
| 2021  | Championnats d'Afrique          | Dakar           | 2e       | Moins de 70 kg   |
| 2022  | Championnats d'Afrique          | Oran            | 3e       | Moins de 78 kg   |
| 2022  | Jeux de la solidarité islamique | Konya           | 3e       | Moins de 78 kg   |
| 2023  | Jeux de la Francophonie         | Kinshasa        | 1re      | Par équipe mixte |
| 2023  | Jeux panarabes                  | Kinshasa        | 1re      | Moins de 78 kg   |
| 2024  | Championnats d'Afrique          | Le Caire        | 3e       | Moins de 78 kg   |